# Mount Asgard
Mount Asgard je stolová hora v národním parku Auyuittuq na Baffinově ostrově v teritoriu Nunavut v Kanadě. Jmenuje se podle Asgardu, sídla bohů v severské mytologii. Mount Asgard se skládá ze dvou skalních věží, nahoře jakoby vodorovně uťatých, dole spojených sedlem. Vrchol v nadmořské výšce 2015 metrů byl poprvé zlezen 13. července 1953.
V červenci 1976 se u hory točil film s Jamesem Bondem nazvaný Špion, který mě miloval. Na konci úvodní scény, automobilové honičky natočené v oblasti Piz Bernina ve Švýcarsku, James Bond, kterého zde zastupuje kaskadér Rick Sylvester, skáče na lyžích s padákem přes hranu hory.